# Норберто Фонтана
Норберто Фонтана (на испански: Norberto Fontana) е бивш аржентински пилот от Формула 1. Роден е на 20 януари 1975 година в Аресифес, Аржентина.

## Формула 1
Норберто Фонтана дебютира във Формула 1 през 1997 г. в Голямата награда на Франция, в световния шампионат на Формула 1 записва 4 участия като не успява да спечели точки. Състезава се само за отбора на Заубер.